# Intelligentes Satellitendaten-Informationssystem
Das Intelligente Satellitendaten-Informationssystem (ISIS) war eine Datenbank und zugleich internationaler Informationsknoten des Deutschen Zentrums für Luft- und Raumfahrt (DLR).

## Überblick
ISIS wurde vom Deutschen Fernerkundungsdatenzentrum DFD der ehemaligen Deutschen Forschungsanstalt für Luft- und Raumfahrt DLR zusammen mit dem Bundesministerium für Bildung, Wissenschaft, Forschung und Technologie entwickelt. 
Als zentrale Datenquelle ermöglichte es ab 1993 interessierten Nutzern den Zugang zu Daten des DFD und stellt operationell als Client/Server-Konfiguration Produktbeschreibungen, Metadaten und Archivinformation sowie Werkzeuge für die Visualisierung, den On-Line-Transfer und die Bestellung von Datenprodukten zur Verfügung.
Das System stand international im 24-stündigen Online-Betrieb allen Interessenten zur Verfügung, bei kostenfreiem Zugriff und ohne Erfordernis einer Registrierung. Die Ansteuerung des ISIS-Servers erfolgte durch entsprechend zu installierende Client-Software.

## Datenbestände
Folgende Datenbestände waren über ISIS abrufbar:
- DLR EOWEB

Die Benutzerschnittstelle Earth Observation on the WEB ist der Zugang zu den beim DFD verfügbaren Erdbeobachtungsdaten. Sie ermöglicht Datensuche, Bildvorschau, Datenbestellung und den Onlineabruf von Daten.
- WDC-RSAT

World Data Center for Remote Sensing of the Atmosphere (WDC-RSAT). Das WDC-RSAT ermöglichte den Zugang zu Rohdaten und verarbeiteten Daten von einer großen Zahl von Atmosphärensensoren.
- ATMOS User Center (AUC)

Das AUC war der Vorgänger des WDC-RSAT und ging in dieses über.
- DLR EOWEB Interactive Data Service

Dieser interaktive Datendienst ermöglichte den Abruf von hochaufgelösten Satellitendaten, die geotemporalen Kriterien genügen, z. B. für eine Zeitreihenanalyse oder die Visualisierung von Zeitreihen.
- EOS Data Gateway

Das Earth Observing System Data Gateway ermöglichte den Zugang zu weltweit verfügbaren Datensätzen. Über dieses Portal konnten Daten von verschiedenen angeschlossenen Archiven bestellt werden.